# ワオ
『ワオ』は、フジテレビ系列で2014年4月2日未明（1日深夜）から9月24日未明（9月23日深夜）まで、フジの深夜放送枠「第8地区」にて放送されていたコント主体のバラエティ番組である。

## 概要
「ワカモノ」と「オトナ」の世代の間に挟まれた、日常生活にある「ちょっとした溝」を題材にしたコントを、それぞれの世代を代表する俳優・歌手・タレントが演じるというものである。
2001年から2012年まで放送されたコント番組「はねるのトびら」を演出していた近藤真広が監督を務めており、「はねトび」にてコント作家を務めたオークラらが本番組のコントを手がけている。

## 出演者
ワカモノ
- 白濱亜嵐（GENERATIONS / EXILE）
- 関口メンディー（GENERATIONS / EXILE）
- 井之脇海
- 加藤諒
- 須賀健太
- 中島広稀
- 中山絵梨奈
- 長谷川るみ

オトナ
- 池谷のぶえ
- 遠藤要
- 清水一彰
- やべきょうすけ

## 主なコーナー
テラスハウスになる瞬間
テラスハウスのパロディ。サッカー部のダイちゃん（白濱）、コウキ（中島）、ぐっちー（関口）の3人はふざけて遊んでいるところをマネージャーのエリナ（中山）に見られてしまう。3人は真面目なふりをしてその場を取り繕うとするが…
オフ会の急病人
オフ会の最中、参加者の1人が救急車で運ばれる。救急隊員（田中要次）は通報者（須賀）に詳しい話を聞こうとするが、通報者は患者の住所どころか本名すら知らず、全く話が進まない。
娘の彼氏は何者だ？
ある両親（父役：清水、母役：池谷）に娘（中山）と彼氏（野間口徹）が結婚の許しを得るために挨拶にやって来る。彼氏は「ポックルP」の名でGUMI（VOCALOID）を使用した楽曲を制作している「ボカロP」だというのだが、父親は全く理解できず承諾を得られぬまま終わるというもの。ポックルPは新しい校歌や社歌に起用されているらしく、最後にはその楽曲が映像付きで流れ、それを見た重役（原金太郎、永井秀樹）が困惑したところで終わる。
正しいオジサンになる為のダンス
オジサン（清水）にありがちな動作をダンスにして紹介。その後白濱、井之脇、加藤、須賀、中島、中務裕太の6人がその動作を取り入れたダンスをする。なお振り付けは全て中務裕太が作っている。
そしがコワーキング
「はねトび」時代の「ポセイドン物語」に近い、メインとなるシットコムコーナー。祖師ヶ谷にあるコワーキングスペース「そしがHOUSE」を舞台にしている。亜嵐（白濱）の少年時代の回想から始まり、教訓で締めるのがお約束となっている。
- 登場人物
  - 亜嵐（白濱） - このコントの主人公及び語り。便利屋「やべんり屋」でアルバイトとして働いている。
  - ちーにゃん@LOVE（長谷川） - 自称地下アイドル。「ニコニコ生放送」を模したネット配信をよくやっている。ROCCOとは仲が悪いのか、いざこざが起こることもしばしば。
  - ROKKO（遠藤） - メイクアップアーティストでニューハーフ。ちーにゃんの生放送を阻害しては、ネットからは嫌われている。
  - 足立さん（清水） - 自称起業家で年齢不詳。奇妙な商品をよく開発する。
  - やべさん（やべ） - 「やべんり屋」社長。かつては不良のよく通う学校に通っており、ヤミ金を取り立てたこともある。強面でしばしばトラブルを呼び込むが、根はいい人。

| 放送データ | 放送データ | 放送データ | 放送データ                                                      | 放送データ |
| 回         | 放送日     | コント | ゲスト                                                          | 備考       |
| ---------- | ---------- | --- | --------------------------------------------------------------- | ---------- |
| 1          | 4月2日     | テラスハウスになる瞬間 モンスターペアレント 関口くん そしがコワーキング                                                                 | 渡辺大 マキタスポーツ                                           |            |
| 2          | 4月9日     | シェアハウスの父親 オフ会の急病人 白エビのウマい店 ぶっちゃけMAN そしがコワーキング ep2                                                 | 田中要次 川久保拓司 マキタスポーツ                              |            |
| 3          | 4月16日    | テラスハウスになる瞬間 オフ会の急病人 ACT.2 娘の彼氏は何者だ？ そしがコワーキング EP.3                                                  | 田中要次 中村静香 原金太郎 永井秀樹 野間口徹                    |            |
| 4          | 4月23日    | 正しいオジサンになる為のダンス 何故か彼女は怒れない そしがコワーキング EP4                                                              | 遊井亮子 田中要次 深沢敦 ダンディ坂野 藤本涼 中務裕太           |            |
| 4          | 4月30日    | テラスハウスになる瞬間 ハザマはつらいよ オリジナルカクテルを出すBar そしがコワーキング EP5                                              | 野間口徹 宍戸開 坂本真 マキタスポーツ                           |            |
| 5          | 5月7日     | 正しいオジサンになる為のダンス さみしいオバサン そしがコワーキング EP6                                                                  | 土岐瑞葵 中務裕太                                               |            |
| 6          | 5月14日    | 娘の彼氏は何者だ？ すご～く黒子なバスケ 正しいオジサンになる為のダンス オフ会の急病人 ACT.3 モンスターのいるコンビニ 収録後の1コマ      | 野間口徹 田中要次 笹野高史 原金太郎 永井秀樹 中務裕太           |            |
| 7          | 5月21日    | テラスハウスになる瞬間 そしがコワーキング EP7 シェアハウスの父親 再び 超コンプライアンス映画 何もない                                   | 宍戸開 高橋ひとみ マキタスポーツ                                |            |
| 8          | 5月28日    | そしがコワーキング EP8 携帯電話の恐怖 関口くん オフ会の急病人 女ともだち？                                                              | 野間口徹 田中要次 村松利史 横澤夏子                             |            |
| 9          | 6月4日     | すご～く黒子なバスケ 娘の彼氏は何者だ？ 正しいオジサンになる為のダンス 合コンのモンスター トラブル・ストーリーは突然に                  | 野間口徹 渡辺哲 永井秀樹 黒坂真美 中務裕太                      |            |
| 10         | 6月11日    | テラスハウスになる瞬間 追いつめられない彼女 そしがコワーキング EP9                                                                      | 波岡一喜 渡辺哲 深沢敦 宇梶剛士 木下彩                          |            |
| 11         | 6月18日    | クレーム処理特務課 携帯電話の恐怖 女ともだち？ そしがコワーキング EP10 クセのある店長                                                   | 峯村リエ 升毅 横澤夏子                                          |            |
| 12         | 6月25日    | すご～く黒子なバスケ オフ会の急病人 ACT.5 正しいオジサンになる為のダンス ヤクザのモンスター 聞く男                                      | 田中要次 松澤一之 宇梶剛士 小澤美里 中務裕太                    |            |
| 13         | 7月2日     | ワオ ベストセレクション(傑作選） |                                                                 |            |
| 14         | 7月9日     | すご～く黒子なバスケ 娘の彼氏は何者だ？ クレーム処理特務課 旬のネタが自慢の寿司屋                                                       | 野間口徹 升毅 山下容莉枝 原金太郎 永井秀樹                      |            |
| 15         | 7月16日    | 正しいオジサンになる為のダンス オフ会の急病人 ACT.6 そしがコワーキング EP11 クセのある店長                                              | 桃原一樹 田中要次 高橋メアリージュン 中務裕太                   |            |
| 16         | 7月23日    | 正しいオジサンになる為のダンス オジサン 悦に入る そしがコワーキング EP12 娘の彼氏は何者だ？                                             | 鈴木愛理 野間口徹 神保悟志 松澤一之 中務裕太                    |            |
| 17         | 8月6日     | すご～く黒子なバスケ オフ会の急病人 ACT.7 秘密の質問 ワインバーで乾杯 聞く男                                                            | 野間口徹 波岡一喜 田中要次 松澤一之                             |            |
| 18         | 8月13日    | ワオLIVE in お台場新大陸 | 中務裕太                                                        |            |
| 19         | 8月20日    | 娘の彼氏は何者だ？ そしがコワーキング EP13 関口くん                                                                                     | 野間口徹 西尾まり 手塚とおる 原金太郎                           |            |
| 20         | 9月3日     | テラスハウスになる瞬間 オフ会の急病人 ACT.8 正しいオジサンになる為のダンス Fake Beauty Investigator 壁ドンバカ一代 日本酒のウマい蕎麦屋 | 田中要次 手塚とおる タモト清嵐 横澤夏子 中務裕太                |            |
| 21         | 9月10日    | KARAOKE FIGHT CLUB ミュージシャンのモンスターたち そしがコワーキング EP14                                                               | 神保悟志 手塚とおる ジョン・カビラ 横澤夏子 内田嶺衣奈 小澤美里 |            |
| 22         | 9月17日    | すご～く黒子なバスケ 女優 幸子の決意 中二病トリオの友情 クレーム処理特務課                                                              | 久保田磨希 河合美智子                                           |            |
| 23         | 9月24日    | オフ会の急病人 LAST ACT 娘の彼氏は何者だ？ 正しいオジサンになる為のダンス そしがコワーキング EP15 メンバーが言いたい事                  | 野間口徹 田中要次 中務裕太 永井秀樹                             |            |

## ネット局
| 放送対象地域   | 放送局             | 系列           | 放送期間               | 放送日時                      | 備考       |
| -------------- | ------------------ | -------------- | ---------------------- | ----------------------------- | ---------- |
| 関東広域圏     | フジテレビ         | フジテレビ系列 | 2014年4月2日 - 9月24日 | 水曜 0:10 - 0:35 （火曜深夜） | 制作局     |
| 北海道         | 北海道文化放送     | フジテレビ系列 | 2014年4月2日 - 9月24日 | 水曜 0:10 - 0:35 （火曜深夜） | 同時ネット |
| 岩手県         | 岩手めんこいテレビ | フジテレビ系列 | 2014年4月2日 - 9月24日 | 水曜 0:10 - 0:35 （火曜深夜） | 同時ネット |
| 宮城県         | 仙台放送           | フジテレビ系列 | 2014年4月2日 - 9月24日 | 水曜 0:10 - 0:35 （火曜深夜） | 同時ネット |
| 秋田県         | 秋田テレビ         | フジテレビ系列 | 2014年4月2日 - 9月24日 | 水曜 0:10 - 0:35 （火曜深夜） | 同時ネット |
| 山形県         | さくらんぼテレビ   | フジテレビ系列 | 2014年4月2日 - 9月24日 | 水曜 0:10 - 0:35 （火曜深夜） | 同時ネット |
| 福島県         | 福島テレビ         | フジテレビ系列 | 2014年4月2日 - 9月24日 | 水曜 0:10 - 0:35 （火曜深夜） | 同時ネット |
| 新潟県         | 新潟総合テレビ     | フジテレビ系列 | 2014年4月2日 - 9月24日 | 水曜 0:10 - 0:35 （火曜深夜） | 同時ネット |
| 富山県         | 富山テレビ         | フジテレビ系列 | 2014年4月2日 - 9月24日 | 水曜 0:10 - 0:35 （火曜深夜） | 同時ネット |
| 石川県         | 石川テレビ         | フジテレビ系列 | 2014年4月2日 - 9月24日 | 水曜 0:10 - 0:35 （火曜深夜） | 同時ネット |
| 福井県         | 福井テレビ         | フジテレビ系列 | 2014年4月2日 - 9月24日 | 水曜 0:10 - 0:35 （火曜深夜） | 同時ネット |
| 長野県         | 長野放送           | フジテレビ系列 | 2014年4月2日 - 9月24日 | 水曜 0:10 - 0:35 （火曜深夜） | 同時ネット |
| 静岡県         | テレビ静岡         | フジテレビ系列 | 2014年4月2日 - 9月24日 | 水曜 0:10 - 0:35 （火曜深夜） | 同時ネット |
| 中京広域圏     | 東海テレビ         | フジテレビ系列 | 2014年4月2日 - 9月24日 | 水曜 0:10 - 0:35 （火曜深夜） | 同時ネット |
| 近畿広域圏     | 関西テレビ         | フジテレビ系列 | 2014年4月2日 - 9月24日 | 水曜 0:10 - 0:35 （火曜深夜） | 同時ネット |
| 島根県・鳥取県 | 山陰中央テレビ     | フジテレビ系列 | 2014年4月2日 - 9月24日 | 水曜 0:10 - 0:35 （火曜深夜） | 同時ネット |
| 岡山県・香川県 | 岡山放送           | フジテレビ系列 | 2014年4月2日 - 9月24日 | 水曜 0:10 - 0:35 （火曜深夜） | 同時ネット |
| 広島県         | テレビ新広島       | フジテレビ系列 | 2014年4月2日 - 9月24日 | 水曜 0:10 - 0:35 （火曜深夜） | 同時ネット |
| 愛媛県         | テレビ愛媛         | フジテレビ系列 | 2014年4月2日 - 9月24日 | 水曜 0:10 - 0:35 （火曜深夜） | 同時ネット |
| 高知県         | 高知さんさんテレビ | フジテレビ系列 | 2014年4月2日 - 9月24日 | 水曜 0:10 - 0:35 （火曜深夜） | 同時ネット |
| 福岡県         | テレビ西日本       | フジテレビ系列 | 2014年4月2日 - 9月24日 | 水曜 0:10 - 0:35 （火曜深夜） | 同時ネット |
| 佐賀県         | サガテレビ         | フジテレビ系列 | 2014年4月2日 - 9月24日 | 水曜 0:10 - 0:35 （火曜深夜） | 同時ネット |
| 長崎県         | テレビ長崎         | フジテレビ系列 | 2014年4月2日 - 9月24日 | 水曜 0:10 - 0:35 （火曜深夜） | 同時ネット |
| 熊本県         | テレビくまもと     | フジテレビ系列 | 2014年4月2日 - 9月24日 | 水曜 0:10 - 0:35 （火曜深夜） | 同時ネット |
| 鹿児島県       | 鹿児島テレビ       | フジテレビ系列 | 2014年4月2日 - 9月24日 | 水曜 0:10 - 0:35 （火曜深夜） | 同時ネット |
| 沖縄県         | 沖縄テレビ         | フジテレビ系列 | 2014年4月2日 - 9月24日 | 水曜 0:10 - 0:35 （火曜深夜） | 同時ネット |
| 青森県         | 青森テレビ         | TBS系列        | 2014年4月23日 -        | 水曜 0:33 - 0:58 （火曜深夜） | 遅れ       |

## スタッフ
- 構成：オークラ、金井夏生、大井洋一、今関ちなつ、長谷川優
- SW：藤本敏行
- 撮影：小林光行
- 照明：根本進
- 映像：高木稔
- 音声：松原瑞貴
- 技術プロデュース：塩津英史
- 技術マネージャー：高瀬義美
- 美術プロデュース：三竹寛典
- デザイン：棈木陽次
- 美術進行：西嶋友里
- 大道具：大川原祐也、西田武史
- 持道具：後藤綾
- アクリル：稲垣雄二
- 装飾：川合将吾
- 衣裳：津幡真優、古川富美子
- メイク：原田智佳、大友麻衣子
- かつら：泉水貴光
- 作画：三原由貴
- 広報：手塚朝美→福崎康裕
- デスク：川野友美
- 編集：奥山修
- MA：民幸之助
- 音響効果：松長芳樹
- CG：鈴木鉄平、平山智則
- 記録：碓井香都子
- 技術協力：ニユーテレス、fmt、IMAGICA、Digital Circus
- 制作協力：ガスコイン・カンパニー、楽映舎
- プロデューサー：児玉芳郎、瓜生夏美、林田直子
- キャスティングプロデューサー：伊東雅子
- ディレクター：堀川香奈、角山僚祐
- 演出：近藤真広
- チーフプロデューサー：亀高美智子
- 制作：フジテレビバラエティ制作部